# Let's Go (film 1918)
Let's Go è una comica muta del 1918 di Alfred J. Goulding con Harold Lloyd.